# يان كيربوريو
يان كيربوريو (بالفرنسية: Yann Kerboriou)‏ (5 فبراير 1988 بكلامار في فرنسا - ) هو لاعب كرة قدم فرنسي في مركز حراسة المرمى. لعب مع نادي كريتيل.

## وصلات خارجية
- يان كيربوريو على موقع قاعدة بيانات كرة القدم.إي يو (الإنجليزية)
- يان كيربوريو على موقع Soccerway.com (الإنجليزية)